# Walcott (Dakota del Norte)
Walcott es una ciudad ubicada en el condado de Richland en el estado estadounidense de Dakota del Norte. En el censo de 2010 tenía una población de 235 habitantes y una densidad poblacional de 89,31 personas por km².

## Geografía
Walcott se encuentra ubicada en las coordenadas 46°33′2″N 96°56′15″O / 46.55056, -96.93750. Según la Oficina del Censo de los Estados Unidos, Walcott tiene una superficie total de 2.63 km², de la cual 2.63 km² corresponden a tierra firme y (0%) 0 km² es agua.

## Demografía
Según el censo de 2010, había 235 personas residiendo en Walcott. La densidad de población era de 89,31 hab./km². De los 235 habitantes, Walcott estaba compuesto por el 96.6% blancos, el 0.85% eran afroamericanos, el 0% eran amerindios, el 0% eran asiáticos, el 0% eran isleños del Pacífico, el 0.85% eran de otras razas y el 1.7% pertenecían a dos o más razas. Del total de la población el 2.55% eran hispanos o latinos de cualquier raza.